# 小寺康雄
小寺 康雄（こでら やすお、1969年4月12日 - ）は、NHKの元チーフアナウンサーで、管理職。

## 人物・略歴
大阪府立北野高等学校を経て京都大学経済学部卒業後、1993年入局。好きな食べ物は刺身と寿司。
2013年、2014年には新人アナ研修の専任講師を務めた。
2024年8月1日付、アナウンサーを離れて、徳島放送局長に就任した。

## 担当
京都放送局時代　
- 京都のニュース・中継・リポート

静岡放送局時代
- 静岡県のニュース・中継・リポート

東京アナウンス室時代（1度目）2000年度 - 2004年度）
- おーいニッポン（2000年4月：静岡県）
- スタジオパークからこんにちは（司会：2002年度）
- 新選組!（オープニングナレーション：2004年1月 - 12月）
- NHKニュースおはよう日本（街で見つけたトレンド情報・まちかど情報室：2004年度）

大阪放送局時代（1度目）2005年度 - 2007年度）
- 関西地方のニュース
- ぐるっと関西おひるまえ（司会：2005年度 - 2006年度）
- ビジネス新伝説 ルソンの壺（ナレーション：2007年度）
  - この番組の司会進行だった藤井彩子アナは大阪府立北野高校で同級生だった。

高知放送局時代（2008年度 - 2012年度）
- 高知県のニュース・中継・リポート
- 放送部副部長
- 高知局制作番組の編集責任者

東京アナウンス室時代（2度目）（2013年度 - 2016年5月）
仙台放送局時代（2016年6月 - 2020年6月）
- 宮城県・東北地方のニュース
- アナウンス専任部長
- 仙台局制作番組の編集責任者

大阪放送局時代（2度目）（2020年7月 - 2022年6月）
- 関西地方のニュース
- アナウンス専任部長
- 大阪局制作番組の編集責任者

東京アナウンス室時代（3度目）（2022年7月 - 2024年7月）